# Chleb bananowy

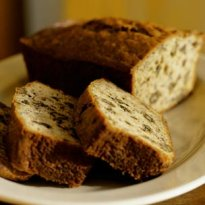
Pokrojony chleb bananowy

Chleb bananowy (ang. Banana bread) – amerykańskie ciasto przypominające słodki chleb. Przygotowywane m.in. z mąki, jajek, proszku do pieczenia i rozgniecionych bananów. W niektórych wariantach dodaje się także orzechy i owoce. Wypiekane w podłużnych formach podobnych do tych używanych do pieczenia chleba.
Pierwszy przepis na chleb bananowy ukazał się w USA w książce kucharskiej Balanced Recipes Cookbook w 1933 roku. W Stanach Zjednoczonych 23 lutego obchodzony jest Narodowy Dzień Chleba Bananowego.